# Col du Coustel
 (décembre 2024).
Le col du Coustel est un col situé à 881 mètres d'altitude dans le Massif central, à la limite entre les départements français de l'Hérault et de l'Aveyron et sur le territoire des communes de Castanet-le-Haut, de Mélagues et d'Arnac-sur-Dourdou.

## Toponymie
Coustel est un nom d'origine occitane, de Costèl signifiant « côte ».

## Géographie
Le col met en communication les anciennes provinces de Languedoc et du Rouergue, et aujourd'hui les départements de l'Hérault et de l'Aveyron.
Il est dans une zone entourée de trois massifs montagneux : Caroux-Espinouse au sud, monts de Lacaune à l'ouest, causse du Larzac à l'est.

## Histoire
Historiquement, le col mettait en communication la communauté de Castanet-le-Haut avec la terre de la « Lande de Valvidoulès », territoire isolé formé par quelques fermes et n'appartenant pas à la communauté de Mélagues. Cette terre de la Lande de Valvidoulès a un statut qui reste encore imprécis. En effet suivant les documents, on trouve comme mention : terre du Languedoc, ou terre du Rouergue. À ce jour, aucun document officiel ne permet de résoudre de manière définitive cette hésitation administrative. La justice relevait de celle de Boissezon-de-Matviel (commune de Murat-sur-Vèbre). Le seigneur était représenté par un « bayle » résidant à la ferme de la Lande. Sur le plan religieux, ce territoire relevait de la paroisse de Saint-Pierre-des-Cats (commune de Mélagues) dans le diocèse de Vabres.